# Plotohelmis alata
Plotohelmis alata är en ringmaskart som beskrevs av Chamberlin 1919. Plotohelmis alata ingår i släktet Plotohelmis och familjen Alciopidae. Inga underarter finns listade i Catalogue of Life.